# Ракитин, Николай Александрович
Ракитин Николай Александрович (28 ноября 1894 — 2 апреля 1986) — советский врач-хирург, организатор здравоохранения, Заслуженный врач РСФСР, Почетный гражданин города Туринска, участник четырёх войн (Первой мировой, гражданской, советско-финской и Великой Отечественной). В течение нескольких лет был членом Центральной сельской комиссии НКЗ РСФСР.

## Биография

### Ранние годы и образование
Николай Александрович родился в селе Язовское Барнаульского уезда Томской губернии в семье священника. По настоянию отца получил духовное образование, окончив семинарию, однако вопреки семейным традициям решил посвятить себя медицине. Поступил на медицинский факультет Томского университета, который окончил в 1922 году.

### Профессиональная деятельность
В 1922 году по распределению прибыл в город Туринск, где в тот момент работал лишь один врач — В.И. Израэльсон.
В 1924 году был направлен в Туринскую Слободу, где методом народной стройки организовал первую больницу на 25 коек с амбулаторией. В 1926 году создал больницу в Тавде на 100 коек, заложив основы здравоохранения в регионе.
С 1928 по 1959 год (с перерывом на военные годы) возглавлял Туринскую больницу в должности главного врача. Когда Ракитин принял больницу, она насчитывала всего 40 коек и 9 медицинских работников. С 1930 года лично обеспечивал всю хирургическую и акушерскую помощь в городе и окрестностях.
Под руководством Ракитина в 1931—1933 годах был построен новый больничный корпус на 80 коек, где разместились хирургическое, гинекологическое, терапевтическое и детское отделения. По инициативе Ракитина в 1931 году при больнице было организовано обширное подсобное хозяйство и разбит фруктовый сад. Это уникальное решение для медицинского учреждения позволило выращивать яблони, смородину, вишню, малину, культивировать пшеницу, ячмень, овес. В хозяйстве содержались лошади, разводился скот и домашняя птица. Созданное хозяйство не только обеспечивало питание больных и персонала, но и помогало фронту во время Великой Отечественной войны — больница передала армии жеребца и денежные средства на приобретение самолёта.
Период 1931—1940 годов под руководством Ракитина стал временем активной борьбы за внедрение санитарной культуры на селе и в городе, созданием условий для сохранения жизни детей младшего возраста, а также подготовки кадров среднего медперсонала. За эти годы количество фельдшерских пунктов в сёлах Туринского и Таборинского районов возросло до 16, а количество яслей к 1938 году достигло 120.

### Послевоенный период
После войны районная больница под руководством Ракитина начала стремительно развиваться. Появились новые помещения, где разместились инфекционное отделение, противотуберкулезный диспансер, городская больница № 2 в заводском поселке. В 1956 году в результате геологоразведки было открыто месторождение термальной воды, содержащей бром, йод, натрий, хлор — состав, сопоставимый с водами Ессентуков. Это открытие Ракитин использовал для создания бальнеологической лечебницы.

### Последние годы работы
В 1959 году Николай Александрович возглавил свое новое детище — водолечебницу «Родничок», где применялись инновационные методы лечения водой и грязями. Ежегодно в больнице № 3 (водолечебнице) проходили лечение свыше 5 тысяч пациентов с проблемами опорно-двигательного аппарата, желудочно-кишечного тракта и неврологической патологией.
С конца 1960-х годов Ракитин работал врачом-физиотерапевтом в центральной районной больнице Туринска, преподавал в медицинском училище города. Свою трудовую деятельность завершил в возрасте 83 лет (1977 год), посвятив медицине Туринска и Туринского района 55 лет своей жизни.

## Общественная деятельность
Николай Александрович активно участвовал в общественной работе: неоднократно избирался депутатом районного Совета народных депутатов, в течение нескольких лет был членом Центральной сельской комиссии НКЗ РСФСР.

## Награды и признание
За выдающиеся заслуги Н. А. Ракитин был удостоен звания «Заслуженный врач РСФСР» и “Почетный гражданин города Туринска”. Награждён орденами и медалями. В 1965 году, как единственный из своих современников на Среднем Урале, был удостоен медали имени великого хирурга Н. И. Пирогова за большой вклад в развитие хирургии в сельской местности.

## Память
Именем Ракитина названа улица в г. Туринске.